# Abd-al-Rahman Aga
Abd al-Rahman Aga, en translittération al-Hajj ʿAbd al-Raḥmān Aġa, ou dans les différentes sources européennes Hadj Abderrahmane Agha, Sherif Abderrahmane Hadschi Agha, Abderrahmane Agha, Hadj Abderrahmane Bédiri Agha ou encore Sidi Hadji Abdurrahman Adja, né vers 1720 à Tripoli et mort en 1792 au Maroc, est un diplomate et homme d'État tripolitain du XVIIIe siècle. Il est connu pour ses missions diplomatiques auprès des Cours de l'Europe des Lumières. Il est surtout célèbre pour sa collaboration intellectuelle en 1772 au Danemark avec le savant Carsten Niebuhr et le naturaliste suédois Göran Rothman.

## Biographie

### Un notable tripolitain
Abd-al-Rahman Aga serait né vers 1720 au sein d'une famille influente de la régence de Tripoli dont certains membres occupaient des fonctions politiques de premier plan : il serait ainsi le parent du shaykh al-balad de la ville. À l'instar de nombreux notables de la régence de Tripoli, il pratique aussi le commerce au sein de réseaux transméditerranéen et transsaharien. Il accomplit son premier pèlerinage à la Mecque, entre 1760 et 1768, avec une grande partie de sa famille et

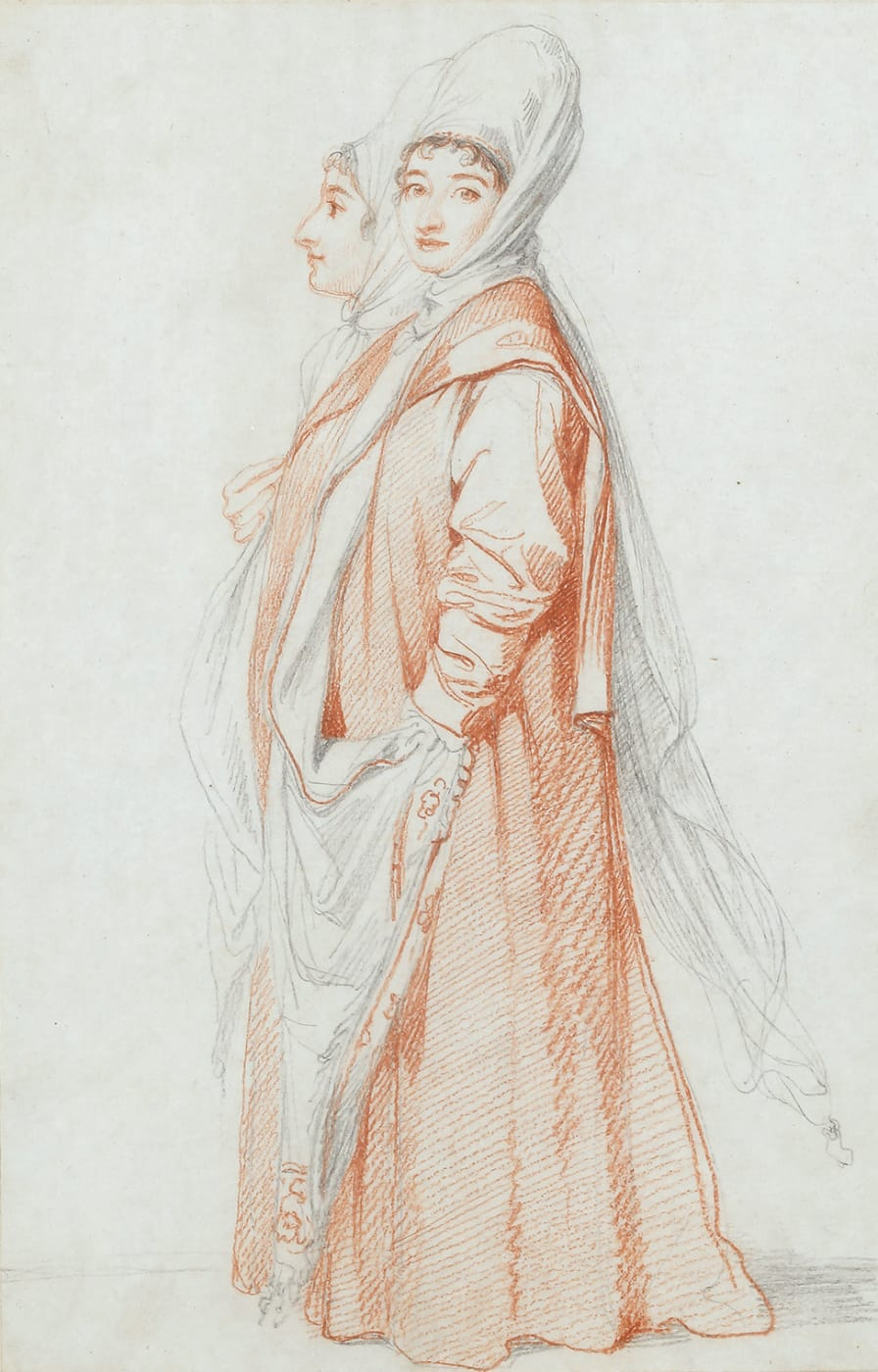
Portrait d'imagination de Lila Amnani et sa sœur, peint par Richard Cosway, à partir des informations fournies par Abd-al-Raḥmān Aga.

une large suite. Durant ce voyage, sa plus jeune fille meurt, comme il en fait le récit à Miss Tully, la sœur ou la belle-sœur de Richard Tully, le consul britannique à Tripoli de 1783 à 1793, qui le raconte dans son ouvrage Voyage à Tripoli, ou relation d'un séjour de dix années en Afrique dans la régence de Tripoli.
Miss Tully s'étant liée d'amitié avec la seconde épouse d'Abd-al-Rahman Aga, Lilla Amnani, une ancienne esclave circassienne, elle se rend souvent chez eux et fait partie, entre 1783 et 1790, des proches de la famille. Lilla Amnani est décrite par Miss Tully, tantôt comme géorgienne, tantôt comme grecque, mais la désignation comme grecque est certainement liée à l’appartenance de la Géorgie à l'église orthodoxe grecque. Les élites masculines des régences du Maghreb épousaient souvent des femmes réduites en esclavages d'origine caucasiennes qui vivaient ensuite dans leurs harem : Hammouda Pacha, bey de Tunis de 1782 à 1814, avait trois épouses esclaves géorgiennes ainsi qu'une grecque et une sarde, ce qui donnera lieu à la naissance du stéréotype sur les beautés circassiennes.
Du fait de cette proximité avec sa femme, Miss Tully côtoie régulièrement Abd-al-Rahman Aga et le décrit ainsi:

« Il a obtenu de différens souverains, par la manière distinguée dont il s'est conduit, de précieux témoignages de faveur que la belle Grecque s'empresse de montrer à toutes les personnes qui vont la voir. Il jouit ici d'une si excellente réputation, qu'il est aussi généralement aimé par les chrétiens que par les Mores, et est adoré de sa famille.. »

— Miss Tully, Voyage à Tripoli, p.119.

### Un ambassadeur de premier plan

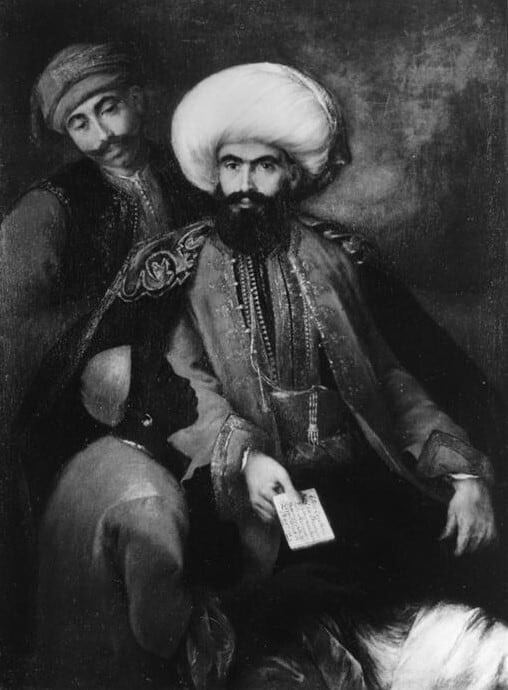
Portrait d'Abd-al-Rahman Aga réalisé par l'artiste vénitien Alessandro Longhi lors de son ambassade en 1764

Dans le contexte du corso, ou de la guerre de course en Méditerranée, une pratique corsaire réalisées des deux côtés de la Méditerranée à longueur d’année, dans laquelle les bateaux ennemis sont attaqués sous prétexte de guerre sainte, des trêves bilatérales sont régulièrement négociées entre couronnes européennes et régences du Maghreb. Ces négociations donnent lieu à une intense diplomatie transméditerranéenne, notamment parce qu'en droit ottoman les capitulations ont un caractère temporaire parce qu'octroyées par le sultan en son nom propre et cessant en principe avec lui. Dès le XVIIe siècle, la validité des traités avec les Européens est séparée de la personne des souverains, mais il est encore d’usage au Maghreb de considérer la mort du sultan ou le décès du prince bénéficiaire comme mettant un terme à la validité des traités. Au XVIIIe siècle, les régences du Maghreb n'ont pas d'ambassades permanentes en Europe et les envoyés ou les ambassadeurs sont nommés pour des missions diplomatiques spécifiques.
Abd-al-Rahman Aga effectue une première ambassade dans la république de Venise, entre 1763 et 1764 afin de négocier un traité de paix. À cette occasion, le peintre vénitien Alessandro Longhi réalise un portrait de lui et de deux membres de sa suite : son secrétaire et neveu et l'un de ses serviteurs sahéliens. En 1765, il est envoyé à Florence à l'occasion de l'accession de Léopold d'Autriche au trône du Grand-duché de Toscane. La même année, il se rend en Prusse pour féliciter l'empereur Joseph II qui vient de monter sur le trône du Saint-Empire romain germanique.
En 1770, Abd-al-Rahman Aga est nommé ambassadeur par le pacha de Tripoli afin de renforcer les relations diplomatiques avec le Danemark et la Suède. Sa première destination est Copenhague, où il est chargé de renégocier les traités de paix et de commerce entre Tripoli et le royaume du Danemark, devenus caducs, selon la jurisprudence tripolitaine, à la suite d’un changement de souverain. Cette mission répond à trois autres préoccupations majeures : la politique d'expansion de l'Empire russe en Méditerranée, qui affaiblit l’économie tripolitaine largement dépendante du commerce maritime, la baisse du trafic caravanier d’esclaves depuis le Fezzan en raison d’épidémies, le refus de certains relais du commerce au Sahara, notamment les Oulad Souleymane, de s’acquitter de leurs impôts. Endetté, le pacha de Tripoli espère également profiter de cette ambassade pour recevoir des présents substantiels en renégociant de nouveaux traités.

### Activités commerciales
Abd al-Rahman est aussi, selon Schölzer, un commerçant important. Il pratique la caravane commerciale et loue des bateaux européens pour transporter ses marchandises notamment vers l'Europe ou vers l'Empire ottoman, comme le montre les nombreux contrats de nolise signés par lui qui sont conservés aux archives du Foreign Office ou aux archives du centre des Archives diplomatiques du ministère des affaires étrangères français. il commerce avec Naples, Marseille, Livourne, Smyrne, Venise, Malte, Tunis, Bône, Benghazi, Alexandrie, Istanbul et le levant. Parmi les marchandises qu'il échange on trouve des grains (maïs, son, orge), des plantes (haricots, fèves/ʿurūq fuwwa, salicornes), du bétail et des tissus.  Il est en lien avec des marchands de l’intérieur de l’Afrique et notamment du Royaume du Kanem-Bornou, parce qu'il est aussi trafiquant d'esclaves,.

### Collaboration scientifique avec des savants des lumières scandinaves
Abd al-Rahman reste quatre mois à Copenhague, du mois de juillet à la fin Novembre 1772 avant de partir pour la Suède et de revenir à Copenhague pendant quelques jours en août 1773. Pour tenir compagnie à l’ambassadeur lors de son séjour, la couronne danoise a nommé Andreas Æreboe (da), un ancien consul ayant été en poste notamment dans la Régence d'Alger, censé parler arabe. Mais selon le récit de Barthold Georg Niebuhr, dans la biographie de son père, les compétences en arabe d’Æreboe étant limitées, l’ambassadeur aurait rapidement ressenti la nécessité de trouver d'autres interlocuteurs, tandis que Carsten Niebuhr aurait été très désireux de parler de nouveau arabe.

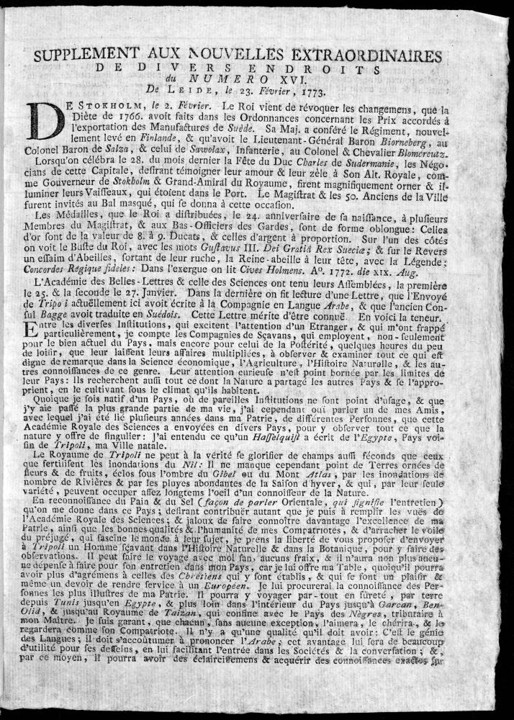
Conférence d'‘Abd al-Rahman à l'académie royale des sciences de Suède en 1773

Les deux hommes nouent une relation scientifique et amicale. Dès le 19 juillet 1772, Carsten Niebuhr apporte des manuscrits et des inscriptions en arabe qu'Abd al-Rahman l'aide à identifier et à analyser. Par l’intermédiaire des deux serviteurs ou personnes esclavagisées de sa suite, l’une de Tombouctou, l’autre de la région du fleuve Niger, ‘Abd al-Rahman lui transmet des informations sur la culture et la géographie du Sahel central. Il fournit notamment à Carsten Niebuhr le premier vocabulaire connu en Europe de la langue haoussa. En retour, le diplomate s’intéresse à l’histoire et à la géographie des pays scandinaves. Carsten Niebuhr publie 20 ans plus tard, par l'entremise d'August Ludwig Scholzer, le résultat de leur collaboration dans une série d'articles dans le Neues Deutsches Museum.
Lors de son séjour en Suède en 1773 durant lequel il poursuit sa mission diplomatique, l’intérêt d’‘Abd-al-Rahman Aga pour les débats intellectuels avec les savant européens se poursuit . Il donne notamment une conférence remarquée à l’Académie royale des sciences de Suède dont le texte est publié dans les Nouvelles extraordinaires de divers endroits et rentre à Tripoli avec le scientifique Göran Rothman, missionné par la même académie pour mener une exploration en tripolitaine.

« En reconnaissance du Pain & du Sel (façon de parler Orientale qui signifie l’entretien) qu'on me donne dans ce Pays; desirant  contribuer autant que je puis à remplir les vues de l’académie Royale des Sciences; & jaloux de faire connoître davantage l'excellence de ma Patrie, ainsi que les bonnes qualités de l'humanité de mes Compatriotes, & d'arracher le voile du préjugé, qui fascine le monde à leur sujet, je prens la liberté de vous proposer d'envoyer a Tripoli un Homme savant dans l'Histoire Naturelle & dans la Botanique, pour y faire des obfervations.
Il peut faire le voyage avec mol san, aucuns fraix, & il n'aura non plus aucune dépense à faire pour son entretien dans mon Pays car je lui offre ma Table, quoiqu'il pourra avoir plus d’agrémens à celles des Chrétiens qui y sont établis, & qui se font un plaisir & même un devoir de rendre service à un Européen. Je lui procurerai la connoisance des Personnes les plus illustres de ma Patrie. Il pourra y voyager partout en sureté , depuis Tunis jusqu'en Egypte, & plus loin dans L'intérieur par terre du Pays jusqu'à Garcan, Ben Olid jusqu'au Royaume de Taizan, qui confine avec le Pays des Nègres, tributaire de mon Maitre. je suis garant, que chacun, sans aucune exception, l'aimera, le chérira, & le regardera comme son compatriote. Il n’y a qu’une qualité qu’il doit avoir : C'est le génie des Langues, Il doit s’accoutumer à prononcer l’arabe; cet avantage lui sera de beaucoup d'utilité pour ses desseins, en lui facilitant l'entrée dans les Sociétés & la conversation &, par ce moyen, il pourra avoir des éclaircissement & acquérir des connoisances exactes sur tout ce dont il voudra faire le sujet de ses observations. »

— ‘Abd-al-Rahman Aga, Nouvelles Extraordinaires de Divers Endroits

### Ambassade à Londres (1785-1787)
En 1785, Abd al-Rahman Aga est envoyé à Londres pour négocier la paix avec le roi George III, dans un contexte où la régence de Tripoli est fragilisée par une grave sécheresse et une épidémie de peste. Il rencontre le souverain britannique, au début de l'année 1786, et lui exprime la volonté pacifique de la Régence. Il se rend également au salon du peintre Richard Cosway, où un portrait de lui a été réalisé, aujourd'hui conservé au Cleveland Musueum of Art. Abd al-Rahman entre en contact avec une délégation diplomatique des États-Unis conduite par John Adams. Cette dernière cherche à négocier la fin de la guerre de course menée par la régence de Tripoli en Méditerranée, pratique qualifiée de piraterie par les puissances européennes. En échange, Abd al-Rahman Aga espère obtenir des liquidités susceptibles d’alléger l'endettement de la régence tripolitaine. Cependant, Thomas Jefferson, venu spécialement de Paris pour participer aux discussions, convainc Adams de ne pas conclure de traité avec l'ambassadeur tripolitain,.

### Mort au Maroc
Abd al-Rahman Aga meurt le 17 septembre 1792 à Larache au Maroc. La nouvelle parvient à Tripoli quelques semaines plus tard et Miss Tully raconte dans sa lettre du 22 novembre 1792 qu'il est pleuré par tous ceux qui le connaissaient. Elle se rend auprès de sa famille pour leur présenter ses condoléances et raconte :

« Si je ne vous faisais pas une description exacte de tout ce qui a eu lieu dans cette occasion, vous ne pourriez ni vous faire une idée d'une scène aussi extraordinaire et aussi mélancolique que celle dont nous fûmes témoins, ni croire qu'il puisse exister des coutumes aussi barbares, parmi un peuple qui n'est pas sans civilisation. Lorsque nous entrâmes dans la maison, nous la trouvâmes remplie d'un nombre immense de personnes en deuil. Les sœurs de l'ambassadeur et ses autres parentes étaient de ce nombre. Sa veuve et ses filles étaient dans un tel état d'affliction et de désespoir, qu'elles n'étaient plus reconnaissables. Lilla Amnani pleurait sur un cercueil élevé au milieu de la cour, qui était, à cet effet, couvert de tentures. Il y avait, autour du cercueil, des esclaves noires qui joignaient leurs larmes à celles de leur maîtresse. Aussitôt qu'elle nous aperçut, elle vint au-devant de nous, mais elle tomba à l'instant même sans connaissance, et fut transportée dans son appartement. Elle avait, ainsi que Lilla Uducia, fille aînée d’Abderrahman , la tête poudrée de cendres ; mais Fatima, la plus jeune, en était presque couverte. L'affliction de cette famille, qu'augmentaient encore les cris affreux de ses amis et des étrangers qui se trouvaient présens, offrait le spectacle le plus pénible. »

— Miss Tully, Voyage à Tripoli, tome 2, p.247-248

## Œuvres scientifiques auxquelles il a participé
- Carsten.Niebuhr, "Das Innere von Afrika”, Neues Deutsches Museum, octobre 1790, p. 963–1003. Lire en ligne.
- Carsten.Niebuhr, "Noch Etwas Über die Mohammedanischen Freistaaten in der Barbarei", Neues Deutsches Museum, janvier 1791, p. 1–26. Lire en ligne.
- Carsten.Niebuhr, "Noch Etwas Über die Mohammedanischen Freistaaten in der Barbarei. Fortsetzung.” Neues Deutsches Museum, février  1791, p. 115–133.
- Carsten.Niebuhr, “Noch Etwas Über das Innere von Afrika", Neues Deutsches Museum, mai 1791, p. 419-435. Lire en ligne.

### Sources et documentations
- Miss Tully, Voyage à Tripoli, ou relation d'un séjour de dix années en Afrique, contenant des renseignemens et des anecdotes authentiques sur le Pacha régnant, sur sa famille, et sur différens personnages de distinction de la cour de Tripoli, ainsi que des observations sur les mœurs privées des Mores, des Arabes et des Turcs, Paris, P. Mongie aîné, 1819, tome 1, 392 p., tome 2, 394 p.
- Miss Tully, Narrative of a ten years'residence at Tripoli in Africa, from the original correspondence in the possession of the family of the late Richard Tully,... the British consul, comprising authentic memoirs and anecdotes of the reigning bashaw, his family and other persons of distinction, also an account of the domestic manners of the Moors, Arabs and Turks, Londres, H. Colburn, 1816, 370 p.

### Historiographie
- Michel-Pierre Detalle, Décrire l’Arabie au temps des Lumières : Carsten Niebuhr, le géographe ethnographe rescapé de l’expédition danoise 1761-1767, thèse de doctorat, Paris, École Pratique des Hautes Études, 2015.
- Mounir Fendri, « John Adams et Hadj Abderrahmane Agha : Négociations de paix américano-tripolitaines précoces (Londres, 1786) », Hespéris-Tamuda, vol. LV, no 1, 2020, p. 275-301.
- Nora Lafi, Une ville du Maghreb entre ancien régime et réformes ottomanes. Genèse des institutions municipales à Tripoli de Barbarie (1795-1911), Paris, L’Harmattan, 2002, 305 p.
- Camille Lefebvre, « The Life of a Text : Carsten Niebuhr and Abd al-Raḥmān Aġa Das innere von Afrika », in Landscapes, Sources and Intellectual Projects of the West African Past, 2018, 517 p., p. 379-385.
- Enaam Sharfeddine, La Classe Marchande dans l’Iyalat Ottoman de Tarabulus al-Gharb (Tripoli) sous les Qaramanlis 1711–1835, thèse de doctorat d'Aix- Marseille Université, 2012, 475 p.

### Sites externes
- Gravure d'Abd al-Rahman Aga au Museum of Art de Cleveland
- Tableau d'Abd al-Rahman Aga dans le catalogue de la Fondazione Giorgio Cini.
- Page concernant Miss Tully dans Women’s Travel Writing, 1780-1840: A Bio-Bibliographical Database